# Тре Куул
Франк Едуин Райт III. известен като Тре Куул (на английски: Frank Edwin Wright III. или Tre Cool) е американски музикант, барабанист на пънк групата Green Day. Той заема мястото на основателя на групата Ал Собранте.

## Биография
Тре Куул е най-младият участник в Green Day. Израснал е в селскостопанското калифорнийско градче Уилитс. Има две сестри. Най-близкият съсед на Кул е основателят на звукозаписната компания Lookout! Лоуренс Ливмор, който свири в пънк-рок групата The Lookout. 12-годишният Райт е поканен от Ливмор в The Lookout и получава артистичния псевдоним Тре Кул (на френски: très cool – много готин). След първото турне с Green Day барабанистът Ал Собранте напуска групата, за да постъпи в колеж. Били Джо Армстронг и Майк Дърнт предлагат вакантното място на Тре Куул.

## Личен живот
Тре Куул има дъщеря, Рамона Исабел, родена на 12 януари 1995 г. Жени се два месеца след раждането на дъщеря си за майка ѝ – Лизе Лионс. След време се развежда.
През 2000 г. Тре отново се жени – за Клаудия Суарез, която през 2001 г. му ражда син Франкито. През 2003 г. Тре се развежда с Клаудия, но още живеят заедно.